# Село при Бледу
Село при Бледу (словен. Selo pri Bledu) насељено место у општини Блед покрајина Горењска. Општина припада регији Горењска.
Налази се поред реке Саве Бохињке у подножју Добр планине, на надморској висини 454,7 м. Приликом пописа становништва 2002. године насеље је имало 203 становника

## Име
Име насеља промењено је из Село у Село при Бледу 1953. године.

## Културна баштина
У насељу се налази седам објеката који спадају у непокретна културна добра ,